# Neuroblastoma
Il neuroblastoma (NBL) è un tumore neuroendocrino maligno embrionario caratteristico del bambino, che deriva da cellule della cresta neurale, da cui fisiologicamente prendono origine la midollare del surrene ed i gangli del sistema nervoso e simpatico.

## Epidemiologia
Fra i vari tumori solidi dell'infanzia è, dopo quelli che interessano il SNC, il più diffuso (8%), con un'incidenza pari 10 casi per milione ogni anno. Il neuroblastoma è responsabile del 15% dei decessi attribuiti a neoplasie dell'infanzia e nel 50% dei casi al momento della diagnosi è già metastatico e refrattario alla chemioterapia.
Per quanto riguarda la sede più diffusa di manifestazione essa cambia a seconda dell'età del soggetto: mentre per i bambini di età inferiore ad un anno ad esempio è molto diffuso nel torace (33%), negli infanti più grandi la sede di maggiore diffusione è l'addome (55-75%).
Si manifesta a tutte le età, ma la grande maggioranza dei casi si mostrano in età infantile, il 10% dei casi supera l'età di 5 anni mentre solo l'1,5% dei pazienti supera i 14 anni al momento della diagnosi.

## Biologia e genetica
Le cause di tale manifestazione rimangono ancora sconosciute, studi hanno dimostrato che fra i fattori di rischio prenatali vi sono l'età della madre (se inferiore ai 20 anni) e l'ipertensione sempre del genitore, o l'assunzione, in gravidanza di barbiturici e idralazina. Anche la sindrome alcolica costituisce un pericoloso precedente per lo sviluppo della massa tumorale, invece non è chiaro che ruolo abbia l'esposizione elettromagnetica. Esistono alcuni eventi morbosi come la malattia di Hirschsprung e la neurofibromatosi di tipo I che talvolta sono associate al neuroblastoma.

### Alterazioni cromosomiche
La perdita di eterozigosi (LOH) per delezione nei loci 1p36.3 (cromosoma 1) e 11q23 (cromosoma 11), che si riscontra rispettivamente nel 23% e nel 17% dei tumori primari nei pazienti affetti da questa neoplasia con più di 1 anno di età è associata con stadio avanzato e prognosi infausta rispetto a pazienti che non presentano LOH. La perdita di eterozigosi in 1p36.3 è associata con classificazione istologico-prognostica di Shimada sfavorevole, stadio 4, amplificazione di MYCN e diploidia, quattro fattori prognostici negativi. La perdita di eterozigosi in 11q23 è associata a classificazione istologico-prognostica di Shimada sfavorevole e stadio 4, fattori prognostici negativi, ma anche con iperploidia, fattore prognostico positivo; tale locus non è associato con amplificazione di MYCN.
Suscettibilità al neuroblastoma è riscontrabile in quei pazienti che presentano omozigosi in almeno uno di tre particolari polimorfismi a singolo nucleotide (SNPs) presso il locus 6p22 sul braccio corto del cromosoma 6. Tale locus contiene i geni FLJ22536 e FLJ44180, il primo codifica per un RNA non codificante e la sequenza contiene un dominio EGF-simile, ma non si conoscono le sue funzioni, circa il secondo non si conosce quasi nulla. Tali pazienti non solo hanno maggiore probabilità di sviluppare un neuroblastoma, ma sono anche suscettibili all'amplificazione di MYCN, a metastasi e a recidive.
Il neuroblastoma è associato ad una storia familiare solo nell'1% dei casi. Nel 2022 è stato scoperto il gene responsabile del neuroblastoma nel 12% dei casi utilizzando la tecnica del Next Generation Sequencing.

### Via di PI3K/Akt
La via di segnalazione di PI3K/Akt è fondamentale per la crescita, la proliferazione e la sopravvivenza cellulare, nonché per l'angiogenesi e il metabolismo del glucosio. Quando un fattore di crescita si lega ad un RTK (Receptor Tyrosine Kinase) questo si attiva per autofosforilazione su residui di tirosina, questa azione a sua volta attiva PI3K che è normalmente legata alla coda citoplasmatica degli RTK. PI3K fosforila alcuni inositolo fosfolipidi (PIP2) in siti multipli generando fosfoinositidi (PIP3). I fosfoinositidi sono siti d'attracco ideali per molte proteine tra cui Akt (detta anche proteina chinasi B, PKB), che viene legata per mezzo del suo dominio PH. Il legame scatena un cambiamento conformazionale di Akt che espone gli amminoacidi Thr308, collocata nel giro d'attivazione della chinasi, e Ser473, collocata al C-terminale, oltre a ciò espleta l'azione di autoinibizione del dominio PH.
Oltre a Akt, a PIP3 si attacca anche PDK1 (Phosphoinositide Dependent Kinase 1), la principale attivatrice di Akt insieme a TORC2, entrambe vengono attivate dal legame, la prima fosforila Thr308, la seconda Ser473. Akt attiva una GAP chiamata Tsc2 (Tuberous sclerosis protein 2) che a sua volta attiva Rheb. Rheb (Ras homolog enriched in brain) è una GTPasi attiva con GTP legato che attiva il complesso proteico mTOR. mTOR (mammalian Target Of Rapamycin) nei mammiferi è costituita dal complesso mTOR1, con legata la proteina Raptor, oppure mTOR2, con legata la proteina Rictor. Sono entrambe legate alla crescita e alla sopravvivenza cellulare ed interagiscono con la GTPasi monomerica Rho che a sua volta agisce sul citoscheletro. Raggiunta la doppia fosforilazione Akt è in grado di fosforilare i complessi Bad-proteina antiapoptotica (Bad è una proteina proapoptotica), determinando il distacco di Bad dalla proteina antiapoptotica e la sua inattivazione da parte della proteina 14-3-3. Il risultato netto è un'inibizione dell'apoptosi coerente con la proliferazione e la crescita cellulare.
Per quanto riguarda l'inibizione dell'apoptosi agisce anche sulle proteine FKHR e MDM2. È coinvolta nel metabolismo del glucosio dove interagisce con GSK3 (glicogeno sintasi chinasi 3) e nella proliferazione cellulare dove agisce su p21/p27 e sulla ciclina D1. Per far terminale il segnale alcune fosfatasi, in particolare PTEN (Phosphatase and Tensine Homolog), defosforilano i fosfoinositidi determinando il distacco delle proteine che vi si legano. La fosfatasi PHLPP (PH domain and Leucine rich repeat Protein Phosphatase) defosforila Ser473 su Akt. Nel neuroblastoma, l'attivazione della via di PI3K/Akt è correlata con fattori prognostici negativi quali amplificazione di MYCN, aberrazioni sul cromosoma 1, stadio avanzato, istologia sfavorevole e la fosforilazione di Akt con una sopravvivenza a 5 anni inferiore.

### PGE2
La prostaglandina E2 (PGE2) è un importante fattore di sopravvivenza autocrino e paracrino per le cellule di neuroblastoma in quanto è un'attivatrice della via PI3K/Akt. La cellula ottiene PGE2 tramite l'azione della prostaglandina E sintasi (PGES) su prostaglandina H2 la quale a sua volta deriva dalla scissione dell'acido arachidonico da parte di ciclossigenasi 2 (COX-2). PGE2 agisce legandosi ad uno dei suoi quattro recettori della famiglia dei GPCR, ovvero E1, E2, E3 ed E4. EP1 è associato ad una proteina G trimerica la cui subunità Gsα fa aumentare il Ca2+ intracellulare liberandolo dal reticolo endoplasmatico mediante attivazione della via di PIP2/fosfolipasi C (PLC). EP2 ed EP4 attivano mediante proteina G l'adenilato ciclasi che a sua volta fa aumentare i livelli citoplasmatici del secondo messaggero cAMP. Si sospetta che EP2 possa fungere anche da soppressore tumorale.
EP3 funge nella maggior parte dei casi da recettore inibitore di adenilato ciclasi attivando la subunità Giα della proteina G a cui è accoppiato, in un minor numero di casi però si accoppia a Gsα incrementando il Ca2+ intracellulare. I livelli intracellulari di cAMP sono fondamentali poiché questo secondo messaggero è un attivatore della fosfolipasi A2 che scinde fosfolipidi di membrana per ricavarne acido arachidonico, l'acido grasso polinsaturo da cui derivano tutte le prostaglandine compresa PGE2, ciò significa che aumentati livelli di cAMP incrementano la produzione di PGE2. cAMP inoltre attiva la proteina chinasi A (PKA), il cui ruolo nelle cellule di neuroblastoma è dibattuto. Nessuno dei quattro recettori di PGE2 sembra essere preminente in confronto agli altri per la sopravvivenza o la vitalità delle cellule di neuroblastoma.
L'importanza di PGE2 nella segnalazione cellulare di questo tumore ha indotto la ricerca scientifica a sviluppare inibitori di COX-2 (come celecoxib), antagonisti dei recettori di PGE2 o altri farmaci che agiscono sulla via di segnalazione indotta da PGE2, in particolare inibitori di Akt, quali agenti chemioterapici, infatti essi aumentano l'apoptosi, incrementano l'efficacia dei chemioterapici citostatici e riducono la crescita tumorale. Malgrado ciò, questi farmaci non hanno dato risultati in termini di sopravvivenza in altre neoplasie come il carcinoma del colon-retto.

### mTOR e survivina
mTOR è un enzima coinvolto nella proliferazione cellulare, nell'autofagia, nell'angiogenesi e nell'adipogenesi. Questa proteina è coinvolta in un gran numero di vie di segnalazione cellulare e forma principalmente due complessi nella cellula. Il primo, in cui è unita a Raptor (Regulatory-associated protein of mTOR) è chiamato mTORC1 (mTOR Complex 1) regola l'inizio della traduzione dell'mRNA e quindi controlla il livello di sintesi di una proteina attraverso la cooperazione con le proteine pS6K e eIF4E. mTORC1 induce la tumorigenesi perché sopprime l'autofagia cellulare e upregola numerosi geni, come HIF1α.
Il secondo, in cui è unita a Rictor (Rapamycin-insensitive companion of mTOR) è chiamato mTORC2 (mTOR Complex 2) ed è sovraespresso in molte neoplasie umane. mTORC1 è il bersaglio di un farmaco, la rapamicina, che nel neuroblastoma sembra avere effetti opposti rispetto ad altre neoplasie poiché attiva parzialmente mTORC1 invece di inibirlo. Questo farmaco, inoltre, nelle cellule di neuroblastoma con N-MYC amplificato e delezione 1p, accresce la sintesi dell'mRNA di una proteina anti-apoptotica nota come survivina, la più piccola delle IAP e ne aumenta i livelli intracitoplasmatici sino a cinque volte. La survivina, inibendo l'apoptosi, promuove la proliferazione cellulare e rende queste cellule resistenti all'autofagia.
Alti livelli di espressione della survivina sono associati con stadio avanzato del tumore, diploidia, amplificazione di N-MYC e resistenza alla terapia, tutti fattori prognostici negativi. La stabilizzazione della survivina avviene attraverso la proteina chaperone HSP90 in cooperazione con la rapamicina che in altre neoplasie, invece, indebolisce questo legame ed arresta il ciclo cellulare nella fase G1. Queste scoperte potrebbero portare allo sviluppo di inibitori di mTOR e di HSP90.

### Intersectina 1
L'intersectina 1 (ITSN1) è una proteina adattatrice che regola diverse vie di segnalazione cellulare, tra cui la più importante è PI3K/Akt nonché l'endocitosi. ITSN1, oltre ad avere un certo potere trasformante in vitro è sovraespressa nelle cellule di neuroblastoma ed è importante nel processo di tumorigenesi infatti la sua inibizione diminuisce significativamente le possibilità di sopravvivenza di cellule tumorali indipendenti dal contatto e quindi potenzialmente metastatiche, a prescindere dallo stato dell'oncogene n-MYC, il più importante nello sviluppo del neuroblastoma. Data la sua importanza nelle vie di segnalazione cellulare, ITSN1 potrebbe essere un valido target terapeutico.

### Metallofosfodiesterasi Mpped2
L'espressione della metallofosfodiesterasi Mpped2 inibisce la proliferazione cellulare di cellule di neuroblastoma della linea SH-SY5Y. Si è osservato che una maggior frazione di queste cellule resta in fase G0 o G1 e nel contempo vi è una maggiore attivazione della caspasi 3, proteina fondamentale sia per la via estrinseca che per la via intrinseca dell'apoptosi. Mutazioni in Mpped2 annullano la sua funzione protettrice. Nei topi Mpped2 promuove la differenziazione delle cellule nervose, rallenta la crescita tumorale e ne incrementa le possibilità di sopravvivenza. Nell'uomo l'espressione di Mpped2 è considerata un fattore prognostico positivo.

### RACK1
RACK1 (Receptor for Activated C-Kinase 1) è coinvolto nella crescita e nella migrazione delle cellule di neuroblastoma oltre a quella di molti altri tipi di cellule. Un'elevata espressione di RACK1 favorisce una maggiore proliferazione e migrazione di cellule di neuroblastoma della linea SK-N-BE. La sua inibizione da parte di un siRNA reprime la proliferazione e la migrazione. Si suppone che la regolazione positiva della proliferazione cellulare da parte di RACK1 sia dovuta alla sua capacità di regolare la tirosin-chinasi Src fosforilando il residuo Tyr416.

### Anidrasi carbonica IX
L'anidrasi carbonica IX è un enzima indotto dall'ipossia. La sua sovraespressione è correlata con una prognosi sfavorevole in un'ampia varietà di neoplasie. Nel neuroblastoma la sua sovraespressione è più comune nel caso di tumori con MYCN amplificato o con delezione di 1p, il che lo rende un biomarker di prognosi sfavorevole anche in questa neoplasia.

### Frizzled-6
Frizzled-6 (Fzd6) è un recettore di Wnt la cui espressione nelle cellule di neuroblastoma è predittiva di prognosi infausta e aggressività del tumore, inoltre funge da marcatore per cellule tumorali esprimenti HIF-1α o HIF-2α (quest'ultimo è marcatore delle tumour initiating cells o TICs del neuroblastoma) nelle aree ipossiche della neoplasia. Le cellule che esprimono Fzd6, simili a cellule staminali tumorali, formano neurosfere, sono resistenti alla doxorubicina ed esprimono markers mesenchimali come Twist1 e Notch1. Come ci si può aspettare, le cellule che esprimono Fzd6, tramite la via segnalazione Wnt/β-catenina (via non canonica), esprimono anche NMYC, CD44, ciclina D1 e tirosina idrossilasi (TH). È però da specificare che le cellule che esprimono questo recettore sono rare (1-8 cellule ogni 1 000). Fzd6 in questo modo si configura sia come marker candidato per le cellule staminali di neuroblastoma sia come possibile futuro target terapeutico.

### Sialidasi NEU4L
La sovraespressione di sialidasi NEU4L è coinvolta nel comportamento proliferativo e differenziativo delle cellule di neuroblastoma. NEU4L infatti agisce su una delle vie di segnalazione cellulare più importanti coinvolte nella tumorigenesi, quella di Wnt/β-catenina. NEU4L, quando sovraespressa, aumenta i livelli intracellulari di β-catenina non fosforilata (forma attiva) (probabilmente in seguito a modifiche nel livello di sialilazione di alcune glicoproteine) questa a sua volta, slegata dal complesso cui è legata all'interno del citoplasma quando inattiva (formato da APC, GSK3β, CK1, WTX, PP2A e axina) migra nel nucleo e si associa con il fattore di trascrizione TCF e ad altre proteine in un complesso di trascrizione.
Tale complesso, la cui attività è aumentata in caso di sovraespressione di NEU4L, attiva geni chiave per il ciclo cellulare e la proliferazione come N-MYC, CCND2 (ciclina D2) e CDC25A. Come risultato, le cellule che possiedono NEU4L sovraespresso mostrano una maggiore velocità nel portarsi dalla fase G1 alla fase S del ciclo cellulare e di conseguenza un maggiore tasso di proliferazione inoltre presentano un fenotipo particolarmente indifferenziato (anaplasia) che le fa rassomigliare a cellule staminali di neuroblastoma; ciò è probabilmente dovuto ad un'aumentata espressione dei geni NANOG, Oct-4, MYC, CD133 e NES, geni già noti per essere in grado di far regredire una cellula differenziata o non pluripotente (generalmente cellule somatiche adulte) ad una cellula staminale pluripotente (indotta).

### Metastasi al midollo osseo
Le metastasi di neuroblastoma al midollo osseo GD2+, sottoesprimono molti geni coinvolti nel mantenimento dell'adesione intercellulare e alla matrice, nello sviluppo di vasi sanguigni (angiogenesi) e nella segnalazione tra cellule neoplastiche e matrice rispetto alle cellule del tumore primitivo. Tra i geni sottoespressi figurano CX3CL1, nota come fractalchina, una chemochina neuronale che viene sottoespressa a prescindere dalla prognosi del paziente. La fractalchina potrebbe essere sottoespressa poiché la sua funzione è quella di stimolare la migrazione di linfociti effettori per cui il tumore in questo modo si protegge almeno in parte dalla risposta immunitaria cellulo-mediata. È stata osservata sottoespressione di fractalchina anche nei neuroblastomi primari con amplificazione di NMYC che risultano più aggressivi. AGT (angiotensinogeno), IGSF1 (corecettore della superfamiglia delle immunoglobuline coinvolto nel signaling dell'inibina) e ATP1A2 (una Na+/K+ ATPasi) sono invece sottoespressi rispetto agli stessi in tumori primari di pazienti con sopravvivenza superiore ai 5 anni, il che significa che potrebbero essere utilizzati marker di aggressività tumorale.
I geni sovraespressi dalle cellule metastatiche di neuroblastoma sono invece simili a quelli che esprimono molte linee cellulari del midollo osseo. Tra questi figurano CAMP (catelicidina), MPO (mieloperossidasi), MNDA (antigene di differenziamento mieloide) e in una certa percentuale CD37 (una tetraspanina), CD117 (c-kit) e CD177 (proteina di superficie legata al glicofosfatidil-inositolo), espressi dalla linea mielomonocitica, la catena μ, CD19 e BLK espressi dai linfociti B e PPBP (la chemochina CXCL7) espressa da cellule mesenchimali ed ematopoietiche. Questa chemochina è sovraespressa anche nel carcinoma della mammella ed è correlata all'aggressività del tumore. Altri geni sovraespressi comprendono S100A8 e S100A9 che codificano per la calprotectina, una proteina legante calcio e zinco espressa da fagociti e granulociti neutrofili.
La calprotectina si trova normalmente nel citoplasma ma quando i livelli intracellulari di Ca2+ si innalzano viene trasferita prima sul citoscheletro e poi nella membrana plasmatica, se però è priva del dominio transmembrana viene rilasciata dalla cellula durante l'infiammazione. Sembra che sia in grado di indurre apoptosi in diversi tipi di cellule sequestrando lo zinco, inoltre è un ligando di TLR4, un recettore toll-like espresso sulla superficie cellulare che si attiva in caso di segnali di pericolo interni alla cellula e quindi di stimolare l'immunità innata. Anche la calprotectina, oltre che nelle metastasi di midollo osseo del neuroblastoma, è sovraespressa in altre neoplasie quali carcinoma alla mammella e carcinoma della tiroide. Infine, le metastasi di neuroblastoma, a differenza del tumore primario, esprimono HLA-G, che possiede proprietà tollerogeniche che aiutano il tumore ad evadere la risposta immunitaria divenendo così più aggressivo.

## Sintomatologia
Fra i sintomi e i segni clinici evidenziati si mostrano astenia, febbre, calo ponderale, ma anche forme artritiche che possono essere in relazione ad una diffusione metastatica del tumore originale. Una forte diarrea invece è correlata al coinvolgimento di una secrezione anomala del peptide vaso-attivo intestinale VIP.

## Tipologia
A seconda della sede di origine ritroviamo:
- Neuroblastoma a insorgenza addominale;
- Neuroblastoma a insorgenza toracica, spesso insorge in maniera asintomatica;
- Neuroblastoma a insorgenza pelvica;
- Neuroblastoma cervico-facciale, tale forma comporta sovente la formazione la sindrome di Bernard-Horner, una forma più comune negli adulti.

## Esami
- Ecografia addominale, è l'esame di prima istanza perché consente di individuare la massa addominale senza uso di radiazioni;
- Tomografia computerizzata, l'esame che più degli altri riesce a fornire indicazioni utili ad una diagnosi;
- Risonanza magnetica, di ultimo utilizzo per comprendere se siano presenti invasioni del midollo osseo, è considerata attualmente superiore alla Tomografia Computerizzata[18] in quanto non usa radiazioni ionizzanti, cui i bambini sono molto sensibili;
- Scintigrafia con 123I-MIBG utilizzabile nella stadiazione e nella ristadiazione della malattia metastatica. La positività a questo esame può essere anche sfruttata per attuare una specifica terapia radiometabolica con 131I-MIBG, che presenta tassi di risposta fra il 35% ed il 50% (più elevati se il trattamento è eseguito in prima linea ed associato alla chemioterapia). Tale approccio, che fonde l'imaging diagnostico con il trattamento, è definito teranostico.

Per quanto riguarda lo sviluppo metastatico del neuroblastoma esistono altri esami per ottenere un quadro più immediato e preciso e qui vi rientrano esami come biopsia ossea, radiografie e scintigrafia ossea.
L'enolasi neurone specifica (ENO2) è un importante marker tumorale aspecifico e se ne possono riscontrare livelli elevati nel neuroblastoma.

## Stadiazione
Lo sviluppo del neuroblastoma può essere definito in vari stadi
- Stadio 1, confinato nella sola zona originaria, la prima fase;
- Stadio 2a, localizzato in una sede, ma non completamente resecabile chirurgicamente. Linfonodi ipsilaterali esenti da metastasi all'esame istologico;
- Stadio 2b, localizzato in una sede, linfonodi ipsilaterali presentano metastasi all'esame istologico.
- Stadio 3, neoplasia non completamente asportabile estesa controlateralmente (con o senza metastasi ai linfonodi loco-regionali) oppure localizzata con metastasi ai linfonodi controlaterali;
- Stadio 4, con metastasi disseminate in numerosi altri organi o ai linfonodi a distanza (non loco-regionali);
- Stadio 4S, forma caratteristica per i bambini con meno di un anno di vita: neoplasia localizzata con metastasi alla cute/fegato/midollo osseo ed eventualmente ai linfonodi loco-regionali.

## Terapia
Per combattere la progressione della neoplasia si sta valutando la possibilità di intervenire alle prime forme di stadiazione della massa aggressiva; per riuscire ad agire tempestivamente, studiosi giapponesi hanno elaborato, nel ventesimo secolo, un programma che si basava sulle analisi costanti delle catecolamine; tali esami vengono chiamati screening urinari. Tali studi sono poi stati ripresi da altri paesi, alcuni anche europei. Diversa dal concetto di prevenzione è l'idea di effettuare esami cosiddetti prenatali, ovvero effettuati al nascituro quando è ancora nel grembo materno, molto utili per un intervento rapido.
La terapia del neuroblastoma si basa sulla categoria di rischio del paziente.
- I pazienti con tipologia a basso rischio possono essere curati con interventi chirurgici oppure, in rari casi, il tumore può regredire spontaneamente.
- I pazienti con tipologia a rischio intermedio vengono sottoposti a cicli di chemioterapia ed eventualmente possono essere operati.
- I pazienti con tipologia ad alto rischio vengono sottoposti a chemioterapia, radioterapia, trapianto di midollo osseo o di cellule staminali ematopoietiche. Dal 2010 nei pazienti con neuroblastoma allo stadio 4 responsivi alla chemioterapia e che hanno ricevuto un trapianto autologo di cellule staminali non oltre 100 giorni prima è stata utilizzata una combinazione di anticorpi anti-GD2 (ch14.18), IL-2 e GM-CSF in aggiunta all'isotretinoina. GD2, il disialoganglioside, è infatti espresso nei neuroni e nei melanociti, nonché nelle cellule di neuroblastoma e di melanoma. Questa immunoterapia ha aumentato a due anni dalla randomizzazione l'EFS (Event-Free Survival) del 20% e la sopravvivenza totale (OS, Overall Survival) dell'11% rispetto alla chemioterapia standard, senza differenze sostanziali tra i pazienti con meno o più di 1 anno di età. Tuttavia, rispetto ad essa, anche la tossicità si è dimostrata decisamente maggiore, con significativo aumento dei pazienti con neuropatia, ipotensione, ipossia, febbre, sindrome da perdita capillare, reazioni da ipersensibilità, orticaria, infezioni, diarrea, iponatremia, ipokaliemia o valori alterati di AST e ALT.[22]

### Chemioterapia e Immunoterapia
La chemioterapia standard per la cura del neuroblastoma si basa su combinazioni di composti a base di platino (cisplatino, carboplatino), agenti alchilanti (ciclofosfamide, ifosfamide, melphalan), inibitori della topoisomerasi I (irinotecan, topotecan) inibitori della topoisomerasi II (etoposide), antracicline (doxorubicina), alcaloidi della pervinca (vincristina) o isotretinoina. Negli ultimi anni sono state ridotte le dosi dei chemioterapici ai pazienti a rischio intermedio ottenendo risultati comparabili a quelli che si avevano con la precedente chemioterapia a dosi più elevate.

#### Chemioterapia ed Immunoterapia sperimentale
Sono in studio diversi approcci chemioterapeutici o immunoterapeutici per il neuroblastoma, alcuni in trial clinico.
- L'utilizzo di 5-aza-2-deossicitidina (decitabina) induce in linee cellulari di neuroblastoma una variabile demetilazione del DNA, rendendo più sensibile la neoplasia alla chemioterapia standard (cisplatino + etoposide + doxorubicina), con conseguente aumento dell'apoptosi delle cellule neoplastiche dimostrato dall'accrescimento del clivaggio di caspasi 8 e caspasi 9. Il farmaco va a demetilare in particolare i geni coinvolti nella captazione e nel metabolismo della stessa 5-aza-2-deossicitidina tra i quali i trasportatori nucleosidici ENT1 e ENT2, la deossicitidina chinasi DCK, che è un attivatore del farmaco, e CDA, citidina deaminasi, un inattivatore del farmaco.[24]
- Il sorafenib, un inibitore multichinasico (VEGFR, PDGFR, Raf), ha dimostrato di poter down-regolare la NADH deidrogenasi e far perdere il potenziale transmembrana mitocondriale a cellule di neuroblastoma oltre a modificare l'espressione di 193 proteine diverse. Gli effetti sui complessi enzimatici della catena respiratoria non hanno comportato sovraespressione di molecole pro-apoptotiche o anti-apoptotiche come Bcl-2 o caspasi.[25]
- Sono stati sviluppati anticorpi anti-ALK (anaplastic lymphoma kinase) da utilizzare come agenti terapeutici in combinazione con un inibitore di Met/ALK come crizotinib. ALK, un recettore transmembrana tirosin-chinasico, è spesso mutato con conseguente attivazione costitutiva per autofosforilazione nelle cellule di neuroblastoma. Gli anticorpi anti-ALK sono in grado di sensibilizzare le cellule di questo tumore che presentino ALK wild-type o mutato al crizotinib, inibendo così la crescita tumorale e aumentando la citotossicità cellulare anticorpo-dipendente.[26]
- L'acido betulinico, estratto dalla corteccia della betulla e da molti altri vegetali, in vitro è citotossico per cellule di neuroblastoma, melanoma, medulloblastoma e sarcoma di Ewing. Non sono ben compresi i suoi meccanismi d'azione ma induce apoptosi ed altera la membrana mitocondriale. Questo potenziale agente terapeutico ha però una scarsa idrosolubilità, problema che però si sta superando con la sintesi di suoi derivati maggiormente idrosolubili e ancora più efficaci.[27]
- L'honokiol, un polifenolo presente nelle foglie, nella corteccia e nei coni di Magnolia grandiflora, induce apoptosi nelle cellule di neuroblastoma (oltre che in molte altre neoplasie) mediante sovraespressione della proteina pro-apoptotica Bax e la sua traslocazione dal citoplasma ai mitocondri, inoltre, sebbene modifichi il potenziale di membrana mitocondriale, aumenta il rilascio dal mitocondrio di citocromo c, molecola fondamentale per l'attivazione della via intrinseca dell'apoptosi. L'honokiol inibisce la fosforilazione di Akt, della MAP chinasi p44/42 e della tirosin-chinasi Src, tutte coinvolte nella proliferazione tumorale e partecipa alla modulazione delle vie di segnalazione di VEGF, COX-2 e MCL1, tre molecole coinvolte nell'infiammazione e nell'angiogenesi le prime due e nell'inibizione dell'apoptosi la terza. L'honokiol potenza gli effetti citotossici di etoposide e doxorubicina. È in grado di indurre apoptosi modulando la via estrinseca mediata da TRAIL (TNF-related apoptosis-inducing ligand). L'honokiol è in grado di attraversare la barriera emato-encefalica.[28]
- Una dieta molto ricca in acidi grassi polinsaturi come gli omega-3 (ω3) o gli omega-6 (ω6) inibisce significativamente la crescita tumorale del neuroblastoma. Gli effetti antiproliferativi sono ancora maggiori qualora questa sia abbinata ad un inibitore ad ampio spettro delle tirosine chinasi come il sunitinib. Questi acidi grassi polinsaturi, inoltre, sono un pessimo substrato per l'azione della fosfolipasi A2 e in questo modo contribuiscono a ridurre la produzione di prostaglandine e a modulare la risposta infiammatoria diminuendo il numero di cellule infiammatorie. Gli omega-3 ad alte dosi modificano inoltre la funzione mitocondriale con effetti ascrivibili a danno mitocondriale.[29]
- La curcumina incapsulata in liposomi, è un soppressore dell'attivazione del fattore di trascrizione NF-κB e della proliferazione di linee cellulari di neuroblastoma in vitro. In vivo, sembra poter limitare significativamente la crescita tumorale promuovendo l'apoptosi. Inoltre la curcumina, sempre agendo su NF-κB riduce l'angiogenesi abbassando i livelli di VEGF e la densità dei vasi sanguigni alimentanti la neoplasia.[30] Malgrado abbia effetti collaterali modesti ad alte dosi (nausea e diarrea) è tuttavia in corso un dibattito circa la sicurezza della curcumina che in precedenza ha mostrato potenzialità ambigue, sia pro-ossidanti che antiossidanti, sia antitumorali che cancerogene.[31]
- L'α-tocoferolo succinato (α-TOS), un analogo della vitamina E, promuove la via intrinseca dell'apoptosi facendo aumentare i livelli intracellulari di Ca2+ ad un livello tale da rendere inutili i meccanismi tampone messi in atto dal mitocondrio. In questo modo può uccidere le cellule di neuroblastoma a prescindere dalla loro espressione o meno di MYCN.[32]
- La perifosina è un alchilfosfolipide ed è il migliore inibitore di Akt sinora caratterizzato. La perifosina si lega al dominio PH (Pleckstrine Homology domain) di Akt e inibisce la traslocazione di questa proteine alla membrana plasmatica, di fatto inattivandola. Inoltre riduce la fosforilazione di Akt, accresce l'apoptosi caspasi-dipendente e vince la chemioresistenza mediata dal ligando degli RTK (Receptor Tyrosine Kinase). Non è nota la dose massima tollerata di questo farmaco e la sua precisa farmacocinetica. La perifosina presenta una certa sinergia con il temsirolimus, un inibitore di mTOR e con altri farmaci antitumorali come bortezomib, cetuximab, capecitabina, erlotinib e altri. Benché nei trial clinici su adulti la sola terapia a base di perifosina non abbia prodotto risultati di rilievo, il suo utilizzo in combinazione con altri farmaci ha dato risultati incoraggianti nel mieloma multiplo e nel carcinoma del colon-retto, si spera quindi che lo stesso possa verificarsi anche in pazienti con neuroblastoma ad alto rischio. Sono in corso due trial clinici di fase I per stabilire la massima dose tollerata sia per la perifosina da sola, sia quando utilizzata in combinazione con il temsirolimus. La perifosina ha dimostrato sinora di essere un farmaco poco tossico con nessun evento registrato di grado 3 o superiore.[8] Il 2 aprile 2012 è stato comunicato che la perifosina non ha raggiunto gli obiettivi prefissati da un trial clinico di fase III per il trattamento del cancro al colon-retto.[33]

### Terapia Radiometabolica
La positività alla scintigrafia con 123I-MIBG può essere sfruttata per eseguire una terapia radiometabolica specifica, con un buon tasso di risposta. Tale trattamento è di solito utilizzato nei casi refrattari alle altre terapie, ma può essere utilizzato (peraltro anche con maggior successo) in prima linea, meglio se associato ala chemioterapia.